# Molly's Game
Molly's Game è un film del 2017 scritto e diretto da Aaron Sorkin, al suo esordio alla regia.
Il film si basa sulle memorie Molly's Game: From Hollywood's Elite to Wall Street's Billionaire Boys Club, My High-Stakes Adventure in the World of Underground Poker di Molly Bloom. Protagonista della pellicola è Jessica Chastain, affiancata da un cast che comprende anche Idris Elba, Kevin Costner e Michael Cera.
Il film è stato accolto positivamente dalla critica cinematografica, ricevendo candidature in numerose premiazioni, tra cui per la sceneggiature ai Premi Oscar, ai Golden Globe e ai BAFTA. Per la sua interpretazione Chastain ha ottenuto candidature ai Golden Globe, Critics' Choice Award e Satellite Award.

## Trama
Molly Bloom è una giovane sciatrice nata in Colorado, costretta al ritiro dalle competizioni a causa di un grave incidente durante le selezioni per partecipare alle olimpiadi di Salt Lake City. Trasferitasi a Los Angeles, grazie ad una serie di circostanze fortuite diventa l'organizzatrice di un giro di poker per personaggi abbienti, quali produttori cinematografici, attori, registi, cantanti e uomini d’affari. Successivamente si trasferisce a New York, dove organizza una rete ancora più fitta di giocatori ricchissimi, composta prevalentemente da ebrei e soprattutto russi, per poi vedersi confiscare tutti i proventi della sua attività e infine, due anni dopo e a seguito della pubblicazione di un libro autobiografico, essere arrestata nel mezzo della notte dall'FBI.
Del giro di giocatori hanno fatto parte nomi celebri di Hollywood, campioni dello sport, importanti uomini d'affari e perfino, all'insaputa della donna, la mafia russa. Il suo avvocato difensore, Charlie Jaffey, inizialmente riluttante a difenderla, riconosce in lei dei principi morali molto solidi e una determinazione fuori del comune; rivedendo in lei la propria figlia e nel suo rapporto con quest’ultima il rapporto che Molly aveva con il padre-allenatore, decide di accettare l’incarico e, dopo essersi scontrato con la morale della donna (risoluta a non patteggiare un'assoluzione in cambio della rivelazione di informazioni personali sui partecipanti al giro di poker), riesce a ottenere una sentenza di condanna assai più blanda di quella richiesta dalla pubblica accusa, grazie anche all'ammissione di colpevolezza da parte della donna.

## Produzione
A novembre 2014, la società di produzione di Mark Gordon ha acquistato i diritti delle memorie di Molly Bloom per un adattamento cinematografico, che Gordon avrebbe prodotto. Aaron Sorkin è stato assunto per adattare le memorie in una sceneggiatura. Il 7 gennaio 2016 è stato annunciato che Sorkin avrebbe debuttato alla regia per la Sony Pictures Entertainment. A febbraio 2016, la Sony ha lasciato il progetto. Il 13 maggio 2016, STX Entertainment acquistò diritti di distribuzione cinematografica negli Stati Uniti e in Cina per 9 milioni di dollari.

## Promozione
Una breve anteprima del trailer è stata diffusa il 14 agosto 2017, mentre il primo trailer ufficiale viene diffuso il 15 agosto.

## Distribuzione
Il film è stato presentato in anteprima mondiale l'8 settembre 2017 al Toronto International Film Festival. È distribuito nelle sale cinematografiche statunitensi il 22 novembre 2017. In Italia la pellicola è uscita il 19 aprile 2018, distribuita dalla 01 Distribution.

## Accoglienza

### Incassi
Il film ha incassato 28,8 milioni di dollari negli Stati Uniti e in Canada, e 30,5 milioni di dollari nel resto del mondo, per un totale mondiale di 59,3 milioni di dollari. Il film ha incassato un totale di 4,5 milioni di dollari in Francia e 5,3 milioni di dollari nel Regno Unito.

### Critica
Sull'aggregatore di recensioni Rotten Tomatoes, il film ha un indice di gradimento dell'82% basato su 309 recensioni, con un voto medio di 7,10/10. Il consenso della critica del sito recita: «Alimentato da una storia intrigante e da una coppia di interpretazioni eccezionali da parte di Jessica Chastain e Idris Elba, Molly's Game segna un solido debutto per lo scrittore e regista Aaron Sorkin». Su Metacritic, il film ha un punteggio medio ponderato di 71 su 100, basato su 46 critiche, che indica «recensioni generalmente favorevoli».
Peter Debruge di Variety ha elogiato la sceneggiatura di Sorkin, affermando: «Molly's Game offre una delle grandi parti femminili dello schermo, una storia densa, dinamica, di intrattenimento compulsivo, il cui ruolo centrale fa un uso straordinario del talento stratosferico della Chastain». Mike Ryan di Uproxx ha dato al film 9/10, scrivendo: «Molly's Game è una storia perfetta per Sorkin. C'è il poker, la mafia russa, la mafia italiana, le celebrità e lo sport. L'unica cosa che manca per la casa di Sorkin è il Presidente Bartlet. E con le sue oltre due ore di durata, il film è ancora molto compatto e non manca mai di intrattenere».
Scrivendo per Rolling Stone, Peter Travers ha dato al film 3 stelle su 4, affermando: «Molly's Game è pieno di battute divertenti, energia elettrica e i fuochi d'artificio verbali di Sorkin, tutti elementi che aiutano enormemente quando il film vacilla nel dare corpo ai suoi personaggi. Tuttavia, nel suo primo film con una protagonista femminile, lo scrittore e regista ha affrontato un tema attuale: le tribolazioni dell'essere donna in un mondo di uomini». L'interpretazione di Molly Bloom da parte della Chastain è stata elogiata da Todd McCarthy del The Hollywood Reporter, perché «la Chastain ruggisce attraverso l'interpretazione con una forza e un atteggiamento che non fa prigionieri e che tiene estasiati». la rivista ha anche affermato che: «Sorkin fa girare le cose senza sosta e ottiene ottimi risultati dagli attori in fondo [...]. [...] Il film ha un aspetto nitido e un trio di montatori mantiene il ritmo nonostante i 140 minuti di durata". Si concludeva: "Una donna forte e molti uomini ricchi danno vita a un bello spettacolo».

## Riconoscimenti
- 2018 - Premio Oscar[15]
  - Candidatura miglior sceneggiatura non originale ad Aaron Sorkin
- 2018 - British Academy Film Awards[16]
  - Candidatura alla migliore sceneggiatura non originale
- 2018 - Critics' Choice Movie Awards[17]
  - Candidatura alla miglior attrice a Jessica Chastain
  - Candidatura per la migliore sceneggiatura non originale ad Aaron Sorkin
- 2018 - Golden Globe[18]
  - Candidatura per la migliore attrice in un film drammatico a Jessica Chastain
  - Candidatura per la migliore sceneggiatura ad Aaron Sorkin
- 2017 - Georgia Film Critics Association[19]
  - Candidatura per la migliore attrice a Jessica Chastain
  - Candidatura per la miglior sceneggiatura non originale ad Aaron Sorkin
- 2018 - Palm Springs International Film Festival[20]
  - Chairman's Award a Jessica Chastain

- 2018 - Producers Guild of America Awards[21]
  - Candidatura per il Darryl F. Zanuck Award al miglior film
- 2018 - Satellite Award[22]
  - Candidatura per la migliore attrice a Jessica Chastain
  - Candidatura per la miglior sceneggiatura non originale ad Aaron Sorkin

- 2018 - Writers Guild of America Award[23]
  - Candidatura per la miglior sceneggiatura non originale a Aaron Sorkin